# 安吉州
安吉州，南宋时设置的州。

## 歷史沿革

### 湖州歷史
- 南宋寶慶元年（1225年），改湖州為安吉州，治烏程、歸安二縣（今浙江省湖州市）。轄境相當今浙江省湖州、德清、長興、安吉等市縣境。
- 元朝至元十三年（1276年），改安吉州為湖州安撫司，隸屬兩浙都督府。第二年又改屬湖州路。治今湖州市區。

### 安吉歷史
- 明朝正德元年（1546年）升安吉縣為州，領孝豐縣，屬湖州府，治今浙江省安吉縣北安城鎮。
- 清朝乾隆三十八年（1773年）複降為縣[1]。